# Astomum
Astomum là một chi rêu trong họ Pottiaceae.